# 信藤三雄
信藤 三雄（しんどう みつお、英語: Mitsuo Shindō、1948年1月26日 - 2023年2月10日）は、日本のアートディレクター、映像ディレクター、映画監督。東京都出身。
松任谷由実、Mr.Children、サザンオールスターズ、SMAP、MISIAなど、手がけたCD／レコードジャケットの数は2007年時点で約900枚にのぼる。1980年代後半から1990年代にかけて、ピチカート・ファイヴ、フリッパーズ・ギターといった「渋谷系」ミュージシャンのCD／レコード、宣伝材料一式のアートワークに携わり、渋谷系におけるデザインの方向性を決定づけたといわれる。
グラフィックデザイン以外にも、映像作家としてミュージック・ビデオや映画も手がける。近年は社会活動にも積極的にかかわる。元バンド「スクーターズ」のギターでリーダー（1982年デビュー）。
妻は元ハイポジのボーカル、風水アドバイザーのMirey（もりばやしみほ）。

## 来歴
1970年3月、駒澤大学経済学部経済学科卒業。大学時代は広告研究会に在籍。デザイン学校を卒業した後、百貨店業界誌「デパートニューズ」の記者となるが、自分には記者は向いていないと判断して半年ほどで退職。一般企業をクライアントとするデザイン事務所に勤めた。
その後、フリーのデザイナーとしての活動と同時に、「マギー・シン」名義でスクーターズのギター兼リーダーとしてバンド活動を行う。1982年にデビューしたスクーターズは、シングル1枚、アルバム1枚をリリースしたのみで解散する。

### アートディレクターとして
1984年、松任谷由実のシングル『VOYAGER〜日付のない墓標』、アルバム『NO SIDE』のジャケットデザインを担当し、本格的にジャケットデザインに携わるようになる。1985年、自身のデザイン事務所を設立。設立当初はシンチャン・スタジオ (Sing Chang Studio) といったが、すぐに有限会社コンテムポラリー・プロダクション (C.T.P.P.) に改名した。
1986年、ピチカート・ファイヴのシングル『ピチカート・ファイヴ・イン・アクション』のジャケットを手がけたのを皮切りとして、その後ピチカートのほとんどのCD／レコードのアートディレクションを担当するようになる。「自分と同じ価値観を持つ人／アーティストだった」と彼が評する小西康陽とのコンビにより新しいアイデアを盛り込んだデザインを次々に発表していった。ピチカートのほかにも、フリッパーズ・ギター、オリジナル・ラヴ、小山田圭吾のトラットリアレーベル、クレモンティーヌといった、いわゆる「渋谷系」にカテゴライズされるCD／レコードのジャケットデザインを数多く手がけた。川勝正幸はCTPPを「『渋谷系のCI』と言っても過言ではない大きなヴィジュアルの流れを作った」と評し、そのジャケットデザインの特徴を以下のようにまとめている。「①音楽性やテーマをワン・アイデアで、明解にヴィジュアルに翻訳している。②マニアックなネタを素にしながらも、メジャー感がある。つまり、デザインにフェロモンがある。③ミュージシャンと一緒に走っている勢いがデザインにもある。要するに、同時代性を感じさせる。④業界のオキテ破り的な、特殊パッケージが多い」。
ジャケットデザインにおける特徴のひとつである外国の雑誌、広告、レコード、ポップアートといった過去のポップカルチャーからの“引用”は、ちょうど渋谷系の音楽的な特徴とも同調していた。特殊パッケージの積極的な使用については「動機はCDが登場してからデザインの面が小さくなっちゃったから、単純に考えるとつまんないじゃないですか、それをいかに面白くするかなんですよね。子供がおもちゃを買ってうれしいな、みたいなシンプルな動機の実現ていうか。シールが入ってたり、組み立てられる何かがあったり、そういうことを考えるのが楽しくて」とその理由を語る。1980年代後半の媒体がアナログレコードからCDに切り替わっていった時代については「CDの、プラスチック・ケースの手触りが嫌だったんだよねえ。だから泣く泣くCDのデザインをやってました」「実はあの頃のピチカートとフリッパーズで、やっと“CDというフォーマットで何が出来るんだろう？”と真剣に考え始めたんですね。やっぱり何だかんだ言ってもアナログをデザインしたいんです。でも出来ないから一種の代理戦争みたいな…。CDでのデザイン的な戦いというか」と振り返っている。両面印刷のバックインレイ（背ジャケット）を見せるためにCD盤の受け皿を透明トレイにするというアイデア（発案は小西による）の採用は、1989年リリースの『女王陛下のピチカート・ファイヴ』がおそらく世界初、または初めてではなくても相当に早かったといわれ、その後のCDパッケージのデザインにおいてポピュラーなものとして定着した。
2011年6月11日、株式会社 信藤三雄事務所を設立。
2016年12月、株式会社ホワイトブリーフとマネージメント契約。

### その他の活動
1990年代以降、映像作家として多くのミュージックビデオをディレクションしている。2003年、桑田佳祐の「東京」のPVが「SPACE SHOWER MUSIC VIDEO AWARDS “BEST VIDEO OF THE YEAR”」を受賞した。1995年12月にフジテレビで放映されたオムニバスドラマ『聖夜の奇跡』第2話「聖者が街にやってくる」を監督。1998年に『代官山物語』で映画監督デビュー。2003年、リリー・フランキー脚本による短編映画『男女7人蕎麦物語』を監督。2006年、初の劇場用監督作品となる『男はソレを我慢できない』が公開された。
1998年、レコードレーベル・CTPR（コンテムポラリー・レコーズ）を設立。映画『代官山物語』のVHSや信藤がプロデューサーを務めるハイポジのCDが同レーベルからリリースされた。
スクーターズ時代の楽曲「東京ディスコナイト」（信藤は共同作曲者としてクレジットされている）は1992年に小泉今日子によってカバーされた。スクーターズは2003年に過去の音源をまとめたアルバムがリリースされ、2012年に30年ぶりとなる新作アルバム『女は何度も勝負する』を発表した。
2003年、短編映画「男女7人蕎麦物語」を発表。
2005年、「ほっとけない世界のまずしさ」キャンペーン（ホワイトバンド・プロジェクト）の映像ディレクターおよびアートディレクターを担当。
2006年夏、初の劇場長編映画「男はソレを我慢できない」を発表。同年秋、坂本龍一とソトコト増刊「エロコト」を創刊。
2008年8月、音楽フェスティバル「WORLD HAPPINEES」のキュレーターを高橋幸宏とともにつとめ、信藤本人も初年度の2008年に「NRT320」として野宮真貴らとともに出演した。音楽とアートが持つメッセージパワーを活かし、世界をよりよくデザインするため、2010年に設立された一般財団法人mudef副代表理事に就任。
2011年、脱原発をめざすクリエイター集団「The Maskz（ザ・マスクズ）」が信藤を中心に発足し、活動を始めた。メンバーにはBOSE（スチャダラパー）、湯山玲子らが名を連ねる。
2016年、岡山県出身の歌手「Little Black Dress」の名付け親となる。
2018年、世田谷文学館にて企画展「ビーマイベイビー　信藤三雄レトロスペクティブ」を開催。1980年代制作の初期作から最新の仕事までのアートワークを、レコード、CD、ポスター、写真、映像など1000点以上にわたる作品を通して紹介され、この展覧会の図録として同名の作品集も平凡社より出版された。
2018年3月、「MOIAUSSIBE (もーあしびー)」プロジェクトを開始。これは信藤が親交あるアーティストを講師として招聘するフリースクールであった。
2023年2月10日、胃がんのため沖縄県の自宅で死去。75歳没。

## 作品

### CDジャケット

#### あ行
- YEN TOWN BAND『MONTAGE』
- 伊藤由奈『WISH』
- 宇多田ヒカル『Keep Tryin'』
- AKB48『So long !』『Green Flash』
- エレファントカシマシ『ココロに花を』『明日に向かって走れ-月夜の歌-』『good morning』『ライフ』『昇れる太陽』『All Time Best Album THE FIGHTING MAN』[33]『風と共に』[33]『RESTART/今を歌え』
- 岡本真夜『魔法のリングにkissをして』
- 小沢健二『Ecology of Everyday Life 毎日の環境学』

#### か行
- GLAY『UNITY ROOTS & FAMILY, AWAY』『THE FRUSTRATED』
- クレイジーケンバンド『TRAITEMENT DE CHOC - ショック療法』『タイガー&ドラゴン』
- CORNELIUS『THE FIRST QUESTION AWARD』『69/96』『96/69』『FANTASMA』

ピンクのビニールジャケットやイヤホン付きなど実験的なデザインを多用した。

#### さ行
- 斉藤和義『COLD TUBE』
- サザンオールスターズ『Young Love』『海のYeah!!』『さくら』『マンピーのG★SPOT』『LOVE AFFAIR 〜秘密のデート』『HOTEL PACIFIC』
- 佐野元春『COYOTE』『月と専制君主』
- 沢田研二『Beautiful World』「太陽のひとりごと」
- SMAP『SMAP 007 〜Gold Singer〜』『BOO』『SMAP 009』「SHAKE」『WOOL』『SMAPPIES - Rhythmsticks』

#### た行
- 竹中直人&ワタナベイビー Produced by スチャダラパー「今夜はブギー・バック」
- DEAN FUJIOKA『Transmute』(Lucaism)
- 寺岡呼人『独立猿人』『Baton』『COLOR』
- 冨田ラボ『Shipbuilding』
- DREAMS COME TRUE『DREAMAGE-DREAMS COME TRUE “LOVE BALLAD COLLECTION”』

#### は行
- 元ちとせ『青のレクイエム』『ハナダイロ』
- 原由子『東京タムレ』
- ピチカート・ファイヴ 『Bellissima!』『女王陛下のピチカート・ファイヴ』『月面軟着陸』『the international playboy & playgirl record』『R.I.P.』『çà et là du japon』

1987年から全ての作品を手がける。変形ジャケット等実験的なデザインを多用した。
- フリッパーズ・ギター『three cheers for our side 〜海へ行くつもりじゃなかった』『CAMERA TALK』『DOCTOR HEAD'S WORLD TOWER -ヘッド博士の世界塔-』

デビューから解散まで全ての作品を手がけた。
- ホフディラン『長い秘密』『OFF DYLAN』「はじまりの恋」

#### ま行
- MY LITTLE LOVER『evergreen』「NOW AND THEN 〜失われた時を求めて〜」『Topics』『singles』『Self Collection 〜15 Currents〜』『re:evergreen』
- 槇原敬之『君が笑うとき君の胸が痛まないように』『君は誰と幸せなあくびをしますか。』
- 松任谷由実「VOYAGER〜日付のない墓標」『NO SIDE』『DA・DI・DA』『YUMING VISUALIVE DA・DI・DA』『ALARM à la mode』「SWEET DREAMS」『ダイアモンドダストが消えぬまに』『MATTARI!』『Delight Slight Light KISS』「ANNIVERSARY」『LOVE WARS』『天国のドア』『DAWN PURPLE』『TEARS AND REASONS』「真夏の夜の夢」『U-miz』「Hello,my friend」『KATHMANDU』「告白」『Neue Musik』「Lost Highway」『Frozen Roses』『Queen's Fellows』『VIVA! 6×7』「Still Crazy for You」『SEASONS COLOURS-春夏撰曲集-』『SEASONS COLOURS-秋冬撰曲集-』『そしてもう一度夢見るだろう』『Road Show』「恋をリリース」
- MISIA『LOVE IS THE MESSAGE』『MISIA GREATEST HITS』『SINGER FOR SINGER』『SOUL QUEST』
- Mr.Children『EVERYTHING』『君がいた夏』『抱きしめたい』『Kind of Love』『Replay』『Versus』『CROSS ROAD』『innocent world』『Atomic Heart』『Tomorrow never knows』『everybody goes -秩序のない現代にドロップキック-』『【es】 〜Theme of es〜』『シーソーゲーム 〜勇敢な恋の歌〜』『名もなき詩』『花 -Mémento-Mori-』『深海』『マシンガンをぶっ放せ -Mr.Children Bootleg-』『Everything (It's you)』『BOLERO』『ニシエヒガシエ』『終わりなき旅』『光の射す方へ』『DISCOVERY』『I'LL BE』『口笛』『NOT FOUND』『Q』『Mr.Children 1992-1995』『Mr.Children 1996-2000』『優しい歌』『youthful days』『君が好き』『IT'S A WONDERFUL WORLD』『Any』『HERO』『掌/くるみ』『Sign』『旅立ちの唄』

デビュー年である1992年から2003年までの全シングル、オリジナルアルバムおよびベスト・アルバムを手掛けた。

#### ら行
- LADIESROOM『Get Lost』『eat a peach』
- レミオロメン『朝顔』
- Little Black Dress『浮世歌』
- Rockon Social Club（男闘呼組） 『1988』
- ロビー・ウィリアムズ『Escapology』

### ミュージック・ビデオ
- エレファントカシマシ「戦う男」「今宵の月のように」「風に吹かれて」
- キャプテンストライダム「ブギーナイト・フィーバー」
- GLAY「BEAUTIFUL DREAMER」
- 桑田佳祐「東京」

2003年「SPACE SHOWER MUSIC VIDEO AWARDS」“BEST VIDEO OF THE YEAR”受賞。
- CORNELIUS「STAR FRUITS SURF RIDER」
- 菅原紗由理「素直になれなくて」
- 中山美穂「君のこと」
- 野宮真貴「男と女」
- 一青窈「金魚すくい」「影踏み」「かざぐるま」
- BONNIE PINK「オレンジ」
- ホフディラン「はじまりの恋」
- My Little Lover「Man & Woman」「My Painting」「白いカイト」「Hello, Again 〜昔からある場所〜」「NOW AND THEN 〜失われた時を求めて〜」「YES 〜free flower〜」「ANIMAL LIFE」
- 松任谷由実「恋の苦さとため息と」
- MISIA「ANY LOVE」「CATCH THE RAINBOW」「バオバヴの木の下で」「恋は終わらないずっと」
- Mr.Children「君がいた夏」「抱きしめたい」「CROSS ROAD」「innocent world」「ラヴ コネクション」「Tomorrow never knows」「【es】 〜Theme of es〜」「NOT FOUND」
- Little Black Dress「心に棲む鬼」

### 映画
- 代官山物語（1998年）
出演：佐々木潤、夏木マリほか。
- 男女7人蕎麦物語（2003年）
出演：中嶋朋子、横山剣ほか。脚本：リリー・フランキー。
- 男はソレを我慢できない（2006年）
出演：竹中直人、鈴木京香ほか。

## 著書
- シーティーピーピーのデザイン（1996年8月、光琳社出版） ISBN 4-7713-0225-1 - 現在絶版。
- 続シーティーピーピーのデザイン 絶頂篇（2002年4月、DAI-X出版） ISBN 4-8125-2064-9
- 男はソレを我慢できないアフターアワーズ 対談集（シモキタ・シネマ・プロジェクト：著、信藤三雄ほか：述、2006年8月、DAI-X出版） ISBN 4-8125-2854-2
- ビーマイベイビー 信藤三雄レトロスペクティブ（2018年8月、平凡社） ISBN 	978-4582207132
- 新世界 − 信藤三雄の音楽とデザインの旅（2021年9月、玄光社）[34]

### 写真集
- 煩悩ガールズ写真集（2005年11月、講談社） ISBN 4-06-307753-5

### 楽曲
- 小泉今日子「東京ディスタンス」作詞:星野節子・高橋秀章、作曲:信藤三雄・村松邦男（1992.12.16）[35]